# Dervish
Dervish es una banda folk irlandesa fundada en 1989 y encabezada por Cathy Jordan.
El conjunto está formado por Brian McDonagh, Mandola Liam Kelly, Tom Morrow, Fiddle Shane Mitchell, Cathy Jordan y Michael Holmes. Han grabado hasta la fecha ocho discos de estudio y uno en directo desde Palma de Mallorca. Actúan anualmente en numerosos de los más prestigiosos festivales celtas del mundo. Fueron los representantes de su país Irlanda en el Festival de la Canción de Eurovisión 2007 con el tema '"They can't stop the spring" (Ellos no pueden parar la primavera).

## Discografía
- Harmony Hill (1993)
- Playing with fire (1995)
- End of the day (1996)
- Live in Palma (1997)
- Midsummer Night (1999)
- Decade (2001)
- Spirit (2003)
- A Healing Heart (2005)
- Travelling Show (2007)
- From Stage to Stage (2010)
- The Thrush in the Storm (2012)